# Dieuvela Etienne
Dieuvela Etienne, née à Port-au-Prince, est une conteuse, écrivaine, prêtresse vaudou, artiste et opératrice culturelle haïtienne.

## Biographie
Dieuvela Etienne est une artiste haïtienne, née dans une famille vodouisante, initiée à travers ses songes par sa mère dans l'univers spirituel et culturel du vaudou.

## Carrière
Elle est la fondatrice et lead vocal du groupe « Simbi Roots », appelé autrefois « rara fanm » ; ce groupe est un orchestre rara composé uniquement avec les femmes. Elle apporte sa contribution à la culture vaudou dans le monde musical. En tant que défenseuse du vaudou, elle ne l'a pas seulement mis en avant dans sa musique, mais elle la campe à travers ses œuvres intitulées « Baron samedi monologue et Grann brijit, l'aïeule de la terre ».
Même si elle ne vit plus en Haïti, elle est une personne montrant le vaudou sous un autre angle. Elle a conçu et organisé le forum international des arts et de la culture au féminin baptisé au nom de « Les Hélène » en Haïti en 2015. Une année d'avant, soit en 2014, elle était partenaire du projet international de résidences, de formations et de créations théâtrales « Circuit Art Mattend » elle a initié et mis en œuvre plus d'une douzaine de projets culturels nationaux et internationaux en passant par des ateliers de formations, des conférences et des spectacles.
Le 9 août 2014, elle a donné à travers son groupe Simbi Roots un concert à l'initiative de son groupe féminin et le dédie à des amis français qui étaient en Haïti à l'époque. C'est le premier spectacle musical du groupe avec des instruments autres que les percussions. Au cours de ce concert, il y avait un mélange entre musiciens hommes et femmes sur scène, mais les femmes étaient majoritaires et jouaient au tambour, aux instruments électroniques, chantaient et dansaient.
Elle a fait ce mariage de musiciens hommes et femmes dans le but de suggérer un monde uni où les hommes et les femmes sont à égalité. Le rara, une forme de musique vaudou, était mobilisé et avait emprunté d'autres sons à l'opéra, au soul et au rock qui étaient aussi des chansons porteuses de message pour un lendemain meilleur.